# Bernard Challandes
Bernard Challandes est un entraîneur de football suisse, né le 26 juillet 1951 au Locle en Suisse.

## Biographie

### Une carrière de joueur amateur et les débuts d'entraîneur
Né le 26 juillet 1951 au Locle, Bernard Challandes commence sa carrière de footballeur au FC Le Locle Sports à 17 ans, avant de rejoindre Urania Genève Sport, en Ligue nationale B durant deux saisons en raison de ses études. Il revient dans son club d'origine en 1972. En 1976, il est prêté, en 1re ligue, au club chaux-de-fonnier de Superga pour une saison, puis au FC Boudry la saison suivante,.
En 1978, à l'âge de 27 ans, il est nommé entraineur-joueur au FC Saint-Imier, double fonction qu'il occupe durant quatre saisons. Il revient dans sa ville natale en 1982, au poste d'entraîneur de la première équipe du FC Le Locle Sports, qu'il mène en 1re ligue au terme de sa première saison, après avoir manqué par deux fois l'ascension avec son club précédent. En 1985, après avoir mené l'équipe locloise aux avant-postes de son groupe de première ligue, il s'engage avec le FC La Chaux-de-Fonds où il succède à Marc Duvillard. Avant de commencer sa carrière au plus haut niveau, en Ligue nationale A, Challandes fête une nouvelle promotion, en LNB, avec Le Locle.

### Une première expérience en Ligue nationale

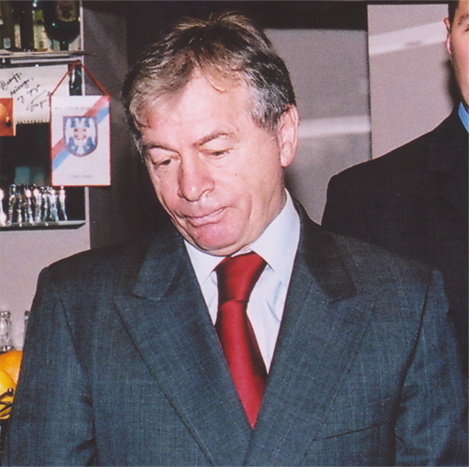
Challandes remplace Ilija Petković à la tête du Servette FC en 1995.

Il quitte le club de la Charrière (de) après deux saisons, sans avoir pu éviter une relégation inéluctable en deuxième division au terme de la saison 1986-1987 et s'engage avec le Yverdon-Sport FC, club promu en LNB où il peut reprendre en parallèle un poste d'enseignant à mi-temps. Avec le club du Nord vaudois, il accède, au terme de la saison 1992-1993, à la première division suisse, un an après avoir échoué au poteau dans cette même tentative. 
En 1994, après sept ans à la tête d'une équipe yverdonnoise à chaque match plus démobilisée lors des derniers mois, il quitte son poste, pour s'engager avec Young Boys où il remplace Martin Trümpler. Son mandat est interrompu en mars 1995, lorsqu’Ilija Petković démissionne de son poste d'entraîneur du Servette FC et qu’il est libéré par le club du Wankdorf, alors que les deux équipes bataillent dans le tour de relégation. En effet, le club bernois, alors en proie à de gros problèmes de trésorerie, profite de cette occasion pour se délester d'un salaire, le poste de Challandes étant confié au directeur technique Jean-Marie Conz.
Sous la houlette de l'entraîneur neuchâtelois, l'équipe servettienne parvient à se maintenir en LNA grâce à une victoire lors de l’avant-dernière journée et Challandes voit son contrat être prolongé. Il ne survit cependant pas à une série de mauvais résultat (son équipe ne récoltant que 13 points en 14 rencontre et est démis de ses fonctions en octobre 1995 au profit d’Umberto Barberis. S'attendant à une telle issue, Challandes se montre alors plutôt philosophe face à son sort et ne montre aucune rancœur envers le club des Charmilles, restant même à leur service quelque temps pour faire du repérage en Europe et ailleurs dans le monde.

### Travail à l'ASF

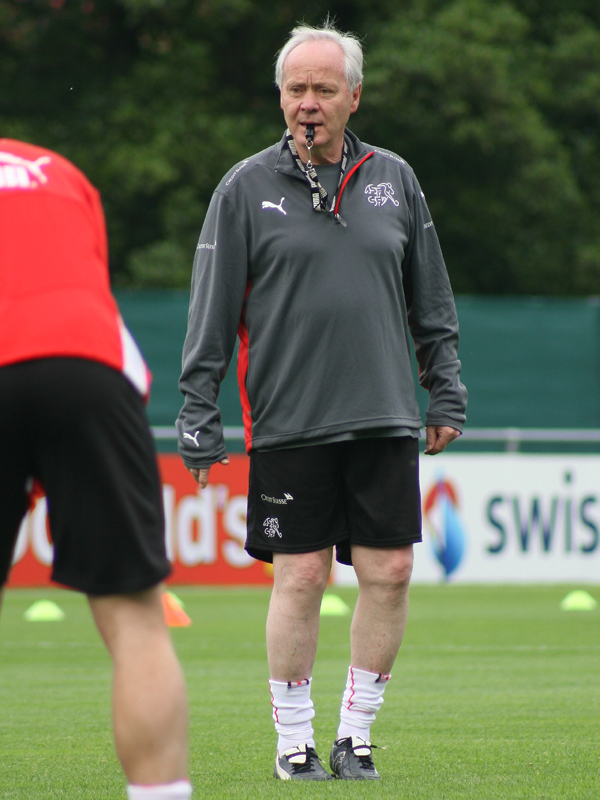
Köbi Kuhn, ici en 2008, travaille durant de longues années au service de l'ASF avec Challandes.

En mai 1996, il rentre au service de l'Association suisse de football, lorsqu'il est désigné responsable de l'équipe de Suisse des moins de 17 ans et responsable de la région Neuchâtel-Jura-Nord-Ouest. Il profite alors de la réorganisation de la formation en Suisse, se répartissant les différentes équipes juniors et les régions avec d'autres entraîneurs comme Köbi Kuhn, Markus Frei et Michel Renquin, ainsi que de sa volonté à ne pas attendre sur le limogeage d'un de ses confrères officiant en LNA. Son mandat implique également l'observation des adversaires de l'équipe de Suisse. À partir d'avril 1997, il occupe en outre, le temps de quelques mois, le poste d'assistant de Rolf Fringer à la tête de l'équipe de Suisse. 
En mars 2000, à la suite d'une nouvelle réorganisation du secteur de formation de l'ASF, Challandes est mis à la tête de la sélection des moins de 18 ans, ainsi que de la région incluant les cantons de Neuchâtel, de Fribourg et du Jura. En août de la même année, il succède à Hans-Peter Zaugg en tant que chef des sélections juniors suisses, tout en conservant son mandat à la tête l'équipe des moins de 18 ans. En juin 2001, il devient sélectionneur de l'équipe de Suisse espoirs, en remplacement de Köbi Kuhn, nommé entraîneur de l'équipe A,.

### Retour en club

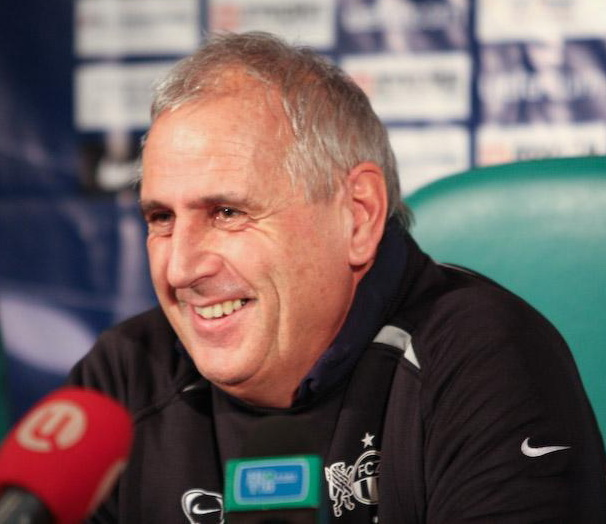
Bernard Challandes en conférence de presse en 2007.

Après avoir longtemps été l'entraîneur des Rougets (M21 suisse), Challandes remplace Lucien Favre, parti au Hertha Berlin, à l'été 2007 comme entraîneur du FC Zurich. Dès sa première saison à la tête du FC Zurich, le club termine à la troisième place du championnat 2007-2008 derrière Bâle et les Young Boys.
En 2009, il remporte le titre de champion de Suisse. Qualifié pour la Ligue des champions, son équipe parvient à battre le Milan AC à San Siro par le score de 1 à 0.
Le Neuchâtelois est limogé le 17 avril 2010 par le FC Zurich, puis il succède à Didier Tholot sur le banc du FC Sion. Il est l'entraîneur de l'équipe valaisanne jusqu'au 22 février 2012. Il quitte le club du président Christian Constantin après deux défaites à l'extérieur contre Neuchâtel Xamax (1-0) et contre le FC Bâle (1-0). Malgré une victoire entre-temps contre l'AC Bellinzone (1-0), il est remplacé à la barre du FC Sion par Laurent Roussey.
Il a ensuite repris les rênes du Neuchâtel Xamax jusqu'à la fin de la saison 2010-2011 et pour la finale de la coupe de Suisse avant de démissionner pour incompatibilité avec le nouveau président tchétchène du club qui sera relégué en dissout avant la fin de la saison. À l'été 2011 il rejoint le FC Thoune où il participe à l'Europe League, il finit 5e au classement ratant la qualification pour l'Europe league à cause de la défaite inattendue du leader FC Bâle, mais en raison des mauvais résultats du club bernois, Challandes démissionne le 20 novembre 2012. 
Le 8 avril 2013, Bernard Challandes reprend les commandes de l'équipe du BSC Young Boys en succédant à Martin Rueda. À l'issue de la saison, n'ayant pas réussi à qualifier l'équipe pour une place européenne, il n'est pas reconduit. Le Neuchâtelois est remplacé par Uli Forte sur le banc bernois pour la saison 2013-2014.

### À la tête de l'Arménie, puis du Kosovo
Depuis, il n'a pas retrouvé de club. Le 28 février 2014, il annonce avoir été nommé sélectionneur de l'équipe nationale arménienne.
Il démissionne le 30 mars 2015 après une défaite en Albanie 2-1 en éliminatoires de l'Euro 2016.
Trois ans plus tard, il devient sélectionneur du Kosovo.
À la tête des "dardanet", Bernard Challandes va réaliser un superbe travail en amenant plusieurs joueurs jeunes et talentueux. Les résultats sont là puisque les hommes de Challandes remportent leur groupe de la ligue D de la Ligue des nations 2019-2020. Ils iront disputer des barrages pour l'accession à l'Euro 2020 et empochent au passage une promotion en ligue C pour la prochaine édition. Challandes est invaincu lors de ces 15 premiers matchs avec le Kosovo, après 4 journée dans la campagne de qualification à l’Euro 2020, le Kosovo est premier de son groupe devant l’Angleterre. Le Kosovo termine 3ème du groupe en battant le République Tchèque 2-1, une défaite 5-3 en Angleterre (le Kosovo qui sera le seul pays entre 2009-2022 à avoir mis 3 buts au anglais en terre britannique). Joueur blessé, restriction COVID-19 le Kosovo ne peut pas compter sur ses meilleurs joueurs pour les demi-finales face à la Macédoine (le Kosovo s’inclinera 2-1 face à la Macédoine.).[réf. nécessaire]
Il a été limogé le lendemain de la défaite contre la Géorgie (1-2) en éliminatoires de la Coupe du monde 2022, la troisième d'affilée dans le groupe B.